# Rogers Arena
Rogers Arena (pro soutěže ZOH 2010 Canada Hockey Place, až do července 2010 General Motors Place, zkráceně GM Place nebo Garáž), je moderní víceúčelová hala, která stojí ve čtvrti Downtown ve Vancouveru, Kanada. Je vhodná nejen pro pořádání sportovních událostí, ale i pro kulturní a zábavní akce, koncerty, a další. V Rogers Arena se konaly zápasy v ledním hokeji ZOH 2010, a po dobu her byla přejmenována na Canada Hockey Place. Provoz haly sponzoruje firma Rogers Communications.
Počet míst pro diváky se mění podle druhu akce. Pro lední hokej je kapacita 18 810, pro basketbal 19 700.
V aréně je 88 luxusních apartmánů, 12 restaurací a 2 195 klubových sedadel.

## Významné akce a zajímavosti v historii haly
- První akcí byl koncert Bryana Adamse.
- Kanadský pohár v hokeji 1996.
- Zápas hvězd NHL 1998.
- Draft nových hráčů NBA 1998.
- Janet Jacksonová si pronajala GM Place ve Vancouveru na celý měsíc červen 2001 pro zkoušky, což je nejdelší období, kdy si někdo někdy pronajal sportovní halu.
- Mistrovství světa v krasobruslení 2001
- V říjnu 2002 královna Alžběta II. vhodila úvodní vhazování zápasu NHL mezi San Jose Sharks a Vancouver Canucks.
- Mistrovství světa juniorů v ledním hokeji 2006.
- v letech 2005–2009 zde koncertovali mimo jiné U2, Destiny's Child, T-Pain, The Police, Spice Girls, AC/DC, Metallica, Britney Spears, Megadeth, Machine Head, Slayer, Suicide Silence, Green Day, Blink 182, Jay-Z, Kiss nebo Oasis.
- Lední hokej na Zimních olympijských hrách 2010.

## Galerie

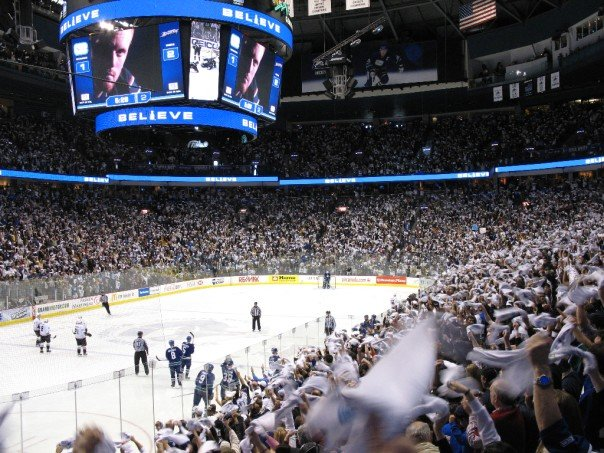
Nový informační panel v hale
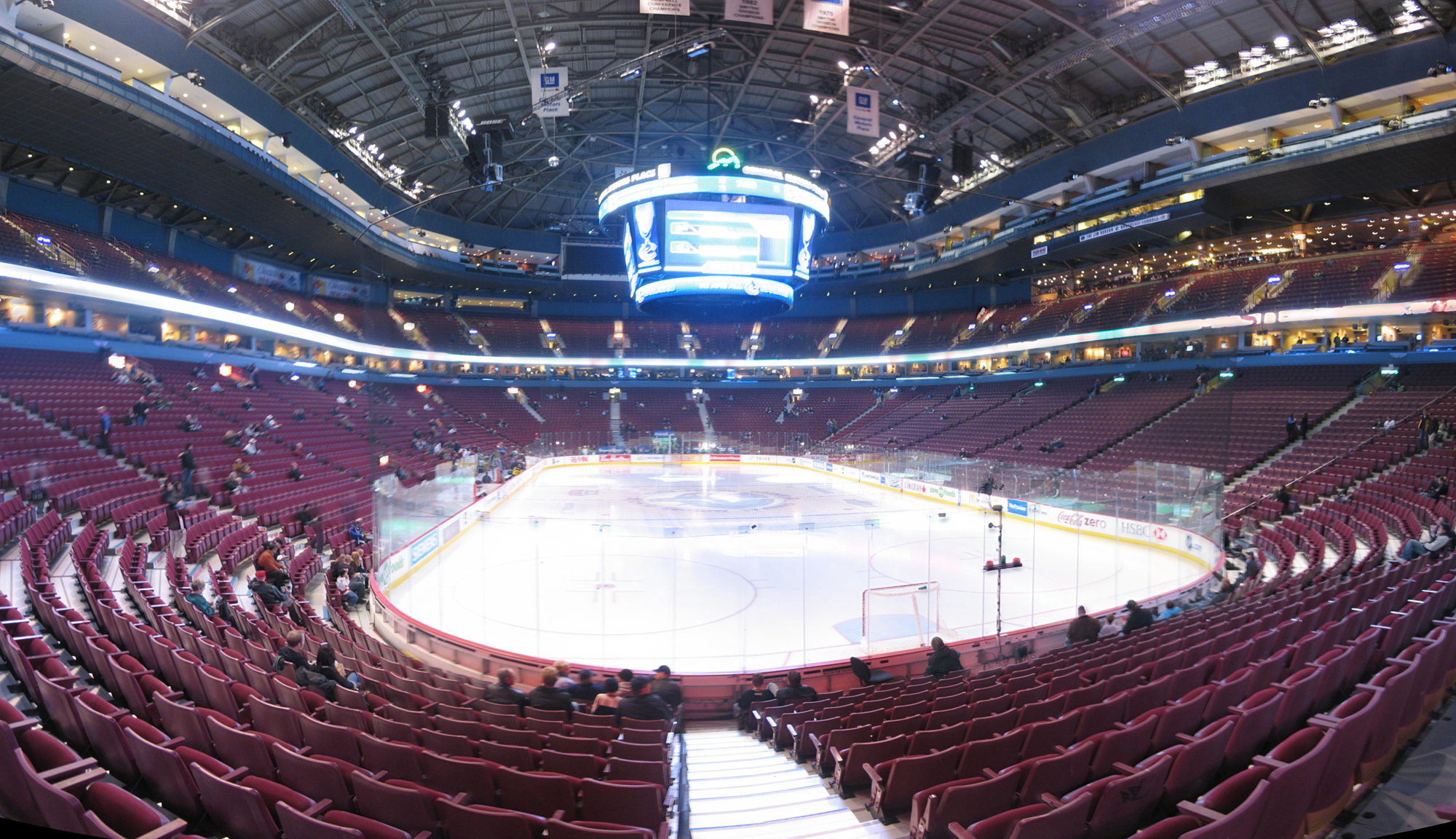
Celkový pohled interiéru
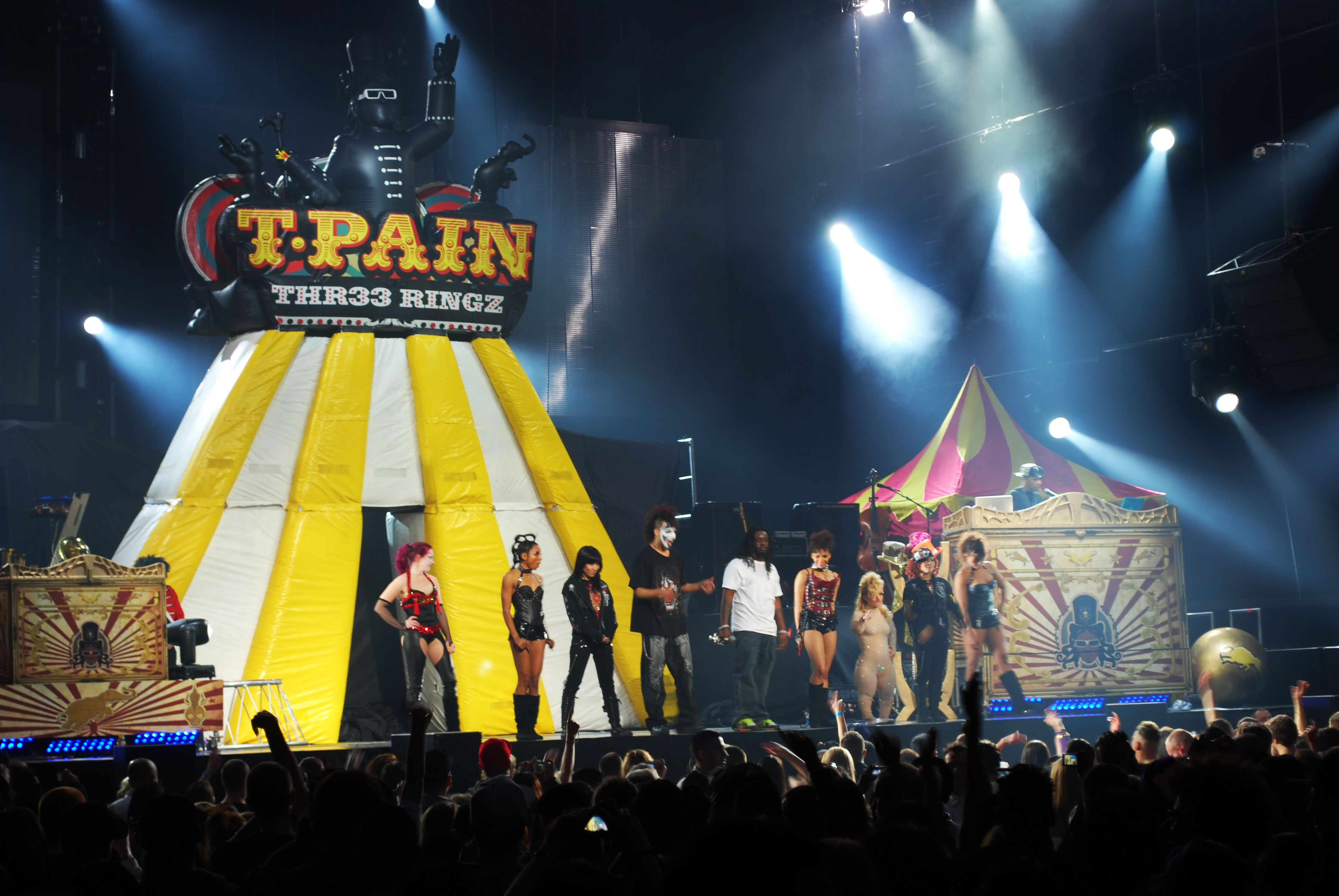
Koncert T-Pain